# Shinji Otsuka
Shinji Otsuka (大塚 真司 Otsuka Shinji?, nacido el 29 de diciembre de 1975 en Chiba) es un exfutbolista japonés. Jugaba de centrocampista y su último club fue el Consadole Sapporo de Japón.

## Trayectoria

### Clubes
| Club                | País  | Año         |
| ------------------- | ----- | ----------- |
| JEF United Ichihara | Japón | 1994 - 1996 |
| Kawasaki Frontale   | Japón | 1997 - 2000 |
| Omiya Ardija        | Japón | 2001 - 2003 |
| Montedio Yamagata   | Japón | 2004 - 2005 |
| Consadole Sapporo   | Japón | 2006 - 2008 |

## Palmarés

### Títulos nacionales
| Título    | Club              | País  | Año  |
| --------- | ----------------- | ----- | ---- |
| J2 League | Kawasaki Frontale | Japón | 1999 |
| J2 League | Consadole Sapporo | Japón | 2007 |